# Reinhold von Hoven
Reinhold von Hoven (død 21. maj 1682 på Vestnæs i Romsdalen) var en dansk-norsk officer. (Norge var en del af unionen Danmark-Norge indtil 1814.)
Slægten von Hoven til Kaik hørte til ridderskabet på Øsel i Østersøen, der tilhørte Danmark mellem 1560-1645, hvor Reinhold von Hoven 1639 efter den danske lensmand Anders Billes anbefaling blev høvedsmand på Arnsberg Slot. I 1647 skal han have været major i Skåne, men i december 1649 kom han til Norge, som han forblev knyttet til resten af sit liv. Han blev 1650 oberstløjtnant ved Trondhjemske nationale Regiment og deltog 1657 i Jørgen Bielkes indfald i Jæmteland. Da Frøsøens Skanse var faldet i nordmændenes hænder, blev han kommandant der, men efter freden i Roskilde blev både Jæmteland og Trondhjems Stift overgivet til Sverige, eftersom de store tab dikterede fredsaftalen med Sverige. Det Trondhjemske Regiment blev opløst (1658). Krigen blussede dog snart op på ny og Trondhjem befriet. von Hoven blev igen kommandant i byen samt oberst for det genoprettede Trondhjemske Regiment.
I 1673 måtte han afgive regimentet til generalløjtnant Henrik Rysensteen, men 1675 blev regimentet delt, og von Hoven fik den nordenfjeldske halvdel tilbage. Han afgav dog atter denne til sin svigersøn, oberst Georg Christian Schultz, da han 1. august 1677 som generalmajor fik overbefalingen nordenfjelds. Straks efter foretog von Hoven og Schultz deres tog til Jæmteland, hvis befolkning endnu hang ved Norge og understøttede den norske hær. Hæren rykkede frem i to kolonner norden og sønden om Storsøen, overraskede den svenske guvernør Erik Sparre i Frøsøens Skanse og fordrev først ham og derefter en anden svensk styrke, der under oberst Åke Ulfsparre stod ved Jæmtelands sydgrænse. von Hoven var ikke stærk nok til at avancere videre, og i november måtte han vende hjem, omend med stort bytte og mange fanger; svenskerne rykkede efter og holdt straffede jæmterne hårdt.
Efter krigens slutning trådte von Hoven 1679 ud af aktiv tjeneste med 900 rigsdaler pension "foruden sin Amtmandsgage", hvorved dog vistnok kun er hentydet til en ekspektance, thi han har næppe fast beklædt nogen amtmandspost, hvorimod han forud gentagende havde været konstitueret som stiftsbefalingsmand i Trondhjem. Han døde 21. maj 1682 på sin sædegård Vestnæs i Romsdalen, som han 1662 havde købt af fru Anne Cathrine Budde, Peder Vibes, og 1676 havde fået bevilling til for sig og arvinger at nyde med lige friheder og rettigheder som "andre vores Adel" i Norge. Han var gift med Helle Budde (død i juni 1684), datter af oberst Frederik Budde til Rødslet og Anne Urup.